# نسرین حکمی
نسرین حَکَمی (زادهٔ اسفند ۱۳۲۸) فرهنگ‌نویس، مترجم و محقق ایرانی است. او از مؤلفان فرهنگ معاصر فارسی است که به‌عنوان کتاب سال ایران برگزیده شد. او خواهر نسترن حکمی است.

## سرگذشت و مشخصات
نسرین حکمی متولد ۱۳۲۸ خورشیدی است. وی در کرمانشاه و در خانواده‌ای فرهنگی دیده به جهان گشود. به گفته خواهرش، خانه آنها از همان ابتدا آکنده از کتاب و مجله بود و پدرشان در تربیت خانواده نقش اساسی داشت. او پدرش را نخستین استاد خود می‌داند. وی به توصیه پدرش، در حین گذراندن دوران دبستان تا دبیرستان، به یادگیری زبان نیز اهتمام داشت. وی به سال ۱۳۵۳ خورشیدی پس از اخذ دیپلم از دانشسرای راهنمایی به دانشگاه تهران رفته و در رشته زبان‌انگلیسی شروع به آموختن کرد. در این دوران از استادانی چون سرمد و داوران بهره برد. وی پس از فارغ‌التحصیلی، به آموزش زبان در آموزشگاه‌ها و مدارس پرداخت و در سال ۱۳۵۹ به جهت اصلاحاتی در آموزش و پرورش، بیکار شد. او برای گذران زندگی به تدریس در مدارس پیش‌دانشگاهی پرداخت و در نهایت در سال ۱۳۸۵ بازنشست شد. او در این مدت چندین بار معلم نمونه کشوری شد.

## آثار
- فرهنگ مترجم (با همکاری غلامحسین صدری‌افشار و نسترن حکمی)
- واژه‌نامهٔ فنی - مهندسی (انگلیسی – فارسی) (با همکاری غلامحسین صدری‌افشار و نسترن حکمی)
- فرهنگنامه فارسی (۳جلدی)، فرهنگ معاصر (با همکاری غلامحسین صدری‌افشار و نسترن حکمی)
- فرهنگ فارسی دوجلدی، فرهنگ معاصر (با همکاری غلامحسین صدری‌افشار و نسترن حکمی)
- فرهنگ معاصر اعلام، فرهنگ معاصر (با همکاری غلامحسین صدری‌افشار و نسترن حکمی)
- فرهنگ معاصر فارسی، فرهنگ معاصر (با همکاری غلامحسین صدری‌افشار و نسترن حکمی)
- فرهنگ معاصر کوچک فارسی، فرهنگ معاصر (با همکاری غلامحسین صدری‌افشار و نسترن حکمی)

## جوایز
وی در بیست‌ویکمین دورهٔ جایزهٔ ترویج علم؛ طی یک بیانیهٔ هیئت مدیره انجمن ترویج علم، مورد تقدیر قرار گرفت و حکمی به پاس فعالیت در عرصه دانش زبان‌شناسی و علوم اجتماعی را دریافت کرد که به جایزه ترویج علم شهره است. کتاب فرهنگ فارسی امروز او که به کوشش و تلاش غلامحسین صدری افشار و خواهرش نگارش یافته‌است، توانست در هفدهمین دوره از کتاب سال جمهوری اسلامی ایران، برنده جایزه کتاب سال بشود.